# Geneza planety małp
Geneza planety małp (ang. Rise of the Planet of the Apes) – amerykański film science fiction z 2011 roku w reżyserii Ruperta Wyatta ze scenariuszem Amandy Silver i Ricka Jaffy wyprodukowany przez 20th Century Fox. W głównych rolach wystąpili James Franco jako Will Rodman, Freida Pinto jako Caroline oraz Andy Serkis w roli szympansa Cezara. Film jest rebootem serii Planeta Małp zapoczątkowanej w 1968 roku.

## Fabuła
W San Francisco zostaje wynaleziony lek na chorobę Alzheimera, który powoduje regenerację uszkodzonych tkanek mózgu, co w rezultacie powoduje możliwość usunięcia wszelkich chorób oraz wad umysłowych spowodowanych tą chorobą. Kiedy naukowcy testują lek na zwierzętach, pewna szympansica w ciąży, która została poddana terapii tym lekiem, rodzi szympansiątko, na które „przenoszą się” efekty tego leku. Chemik Will Rodman (James Franco) postanawia „adoptować” młodego szympansa, by móc lepiej zbadać efekty doświadczeń naukowców. Szympans (Andy Serkis) otrzymuje imię Cezar. Od początku wykazuje on niezwykłą inteligencję, potrafi czytać, posługiwać się sztućcami i mówić w języku migowym, choć nadal posiada typowe dla małp cechy (wygląd, zachowanie). Po kilku latach Cezar atakuje człowieka, by ochronić swojego opiekuna przed napastnikiem. Zdarzenie to staje się powodem przeniesienia go do ośrodka dla zwierząt, gdzie trzymane są inne małpy. Cezar jest tam źle traktowany zarówno przez jednego z dozorców, jak i inne małpy. Z czasem wykorzystując swoją niezwykłą inteligencję Cezar pozyskuje do współpracy wielkiego goryla górskiego i zdobywa posłuch wśród towarzyszy. Nauczywszy się otwierać klatki wydostaje się z ośrodka, wraca do mieszkania Willa i wykrada dawki leku, które ten stosował na swoim chorym ojcu. Wykorzystując opieszałość i znikome zainteresowanie strażników z ośrodka podaje środek innym szympansom. W krótkim czasie u wszystkich małp skokowo rośnie poziom inteligencji. Małpy uciekają z budynku, uwalniają małpy z zoo i zaczynają siać zniszczenie w mieście. Do szympansów pod wodzą Cezara dołączają setki, a później tysiące małp. W ten sposób rozpoczyna się walka szympansów o dominację nad ludźmi.

## Obsada
- James Franco – Will Rodman
- Freida Pinto – Caroline Aranha, prymatolog, dziewczyna Willa
- Andy Serkis – Cezar
- John Lithgow – Charles Rodman, ojciec Willa
- Brian Cox – John Landon, menedżer ośrodka dla zwierząt
- Tom Felton – Dodge Landon, syn Johna, strażnik w ośrodku
- David Oyelowo – Steve Jacobs
- Tyler Labine – Robert Franklin
- David Hewlett – Hunsiker
- Jamie Harris – Rodney

## Odbiór
Film zdobył 21 nagród, w tym Nagrodę Saturn (2012) w kategoriach: najlepszy film science fiction; najlepsze efekty specjalne; najlepszy aktor drugoplanowy (Andy Serkis), ponadto był nominowany do Oscara za najlepsze efekty specjalne. 